# Kékcápa
A kékcápa (Prionace glauca) a porcos halak (Chondrichthyes) osztályába, a kékcápaalakúak (Carcharhiniformes) rendjébe és a kékcápafélék (Carcharhinidae) családjába tartozó Prionace nem egyetlen faja.

## Származása, elterjedése
Világszerte megtalálható a tengerekben, a nyílt vizeket kedveli. 1–350 méter között fordul elő.

## Megjelenése, felépítése
A kifejlett nőstény 2,5-3 méter hosszú, a hím csak 1,8-2,5 méter. Felül sötétkék, oldala világoskék, a hasa fehér. Páros úszói fejlettek. Farkúszója szimmetrikus. Bőre apró, fogas pikkelyektől érdes. Kopoltyúfedője nincs.
Az összes cápa közül valószínűleg ennek a legjobb a szaglása: a vérszagot több száz méterről megérzi.

## Életmódja
Ragadozó: nagyobb halakat (köztük kisebb cápákat), kalmárokat, rákokat, teknősöket, emlősöket (főleg fókákat és delfineket) dögöket és hulladékot eszik; az emberre is veszélyes. Tápláléka megszerzéséhez nagy területeket kalandoz be; állandó területe nincs. Megjelölt példányokat vizsgálva megállapították, hogy hetente ezer kilométernél is többet tesz meg.

### Szaporodása
Belső megtermékenyítéssel szaporodik. Elevenszülő: a nőstény 12 hónapi vemhesség után 25—50 ivadékot hoz világra.